# McLaren M5A
La McLaren M5A è una monoposto di Formula 1, costruita dalla casa inglese automobilistica McLaren per partecipare al Campionato mondiale di Formula 1 1967 e Campionato mondiale di Formula 1 1968.
La monoposto è stata la prima ad utilizzare il motore V12 da 3.0 litri chiamato BRM type 101, che produceva 365 CV.